# Мардук-шапік-зері
Мардук-шапік-зері (д/н — бл. 1068 до н. е.) — цар Вавилону близько 1081—1068 до н. е. Ім'я перекладається як «Мардук (є) викидачем сім'я».

## Життєпис
Походив з Другої династії Ісіна (IV Вавилонської династії). Втім стосовно родинних зв'язків з попередниками існує дискусія. Одні дослідники розглядають Мардук-шапік-зері в якості молодшого сина царя Мардук-надін-аххе, інші — його братом або якимось нащадком царя Нінурта-надін-шумі.
У 1081 році до н. е. внаслідок поразки і загибелі Мардук-надін-аххе під час нашестя племен арамеїв Мардук-шапік-зері захопив трон. Більша частина країни була зруйнована й пограбована. Втім цар зумів втриматися у Вавилоні.
Більшу частину правління приділяв відновленню міст, господарства, військової потуги. Було відновлено храм Езіда в Борсіппі, надано значні пожертви храмам міст Ур, Ніппур, Сіппар. Також наказав відновити стіну Імгур-Енліль у Вавилоні.
Уклав в Сіппарі союз з ассирійським царем Ашшур-бел-калою, спрямований проти арамейських племен. Наприкінці життя поновився наступ арамеїв. Зрештою Мардук-шапік-зері було повалено арамейським вождем («князьком») Адад-апла-іддіном, що раніше перейшов на вавилонську службу. Можливо був одружений з донькою Мардук-шапік-зері.